# Leptonema harpagum
Leptonema harpagum är en nattsländeart som beskrevs av Flint, Mcalpine och Ross 1987. Leptonema harpagum ingår i släktet Leptonema och familjen ryssjenattsländor. Inga underarter finns listade i Catalogue of Life.